# La Macarena (Kolumbien)
La Macarena ist eine Gemeinde (municipio) im Departamento del Meta in Kolumbien in den Llanos. La Macarena hat Anteil an den Naturparks Parque Nacional Natural Tinigua und Serranía de la Macarena und ist bekannt für den farbenprächtigen Fluss Caño Cristales.

## Geographie
La Macarena liegt 280 km südlich von Bogotá entfernt auf einer Höhe von 233 m ü. NN und hat eine Durchschnittstemperatur von 25° C. Die Gemeinde La Macarena hat eine Ausdehnung von 11.229 km², von denen 11.016 km² auf den ländlichen Teil der Gemeinde entfallen. Die Gemeinde grenzt im Osten an Vista Hermosa sowie an San José del Guaviare und Calamar im Departamento Guaviare, im Westen und Süden an San Vicente del Caguán im Departamento Caquetá und im Norden an La Uribe und Vista Hermosa.

## Bevölkerung
Die Gemeinde La Macarena hat 36.781 Einwohner, von denen 4692 im städtischen Teil (cabecera municipal) der Gemeinde leben (Stand: 2019).

## Geschichte
La Macarena wurde 1954 von einer Familie gegründet, die aufgrund der Violencia vertrieben worden war. Seit 1980 hat La Macarena den Status einer Gemeinde.

## Wirtschaft
Die wichtigsten Wirtschaftszweige von La Macarena sind Rinderproduktion und Landwirtschaft. Insbesondere werden Reis, Sorghumhirsen, Mais, Zuckerrohr, Bananen, Maniok, Kakao und Baumwolle angebaut.

## Infrastruktur
Der kleine Flughafen La Macarena wird von Villavicencio aus angeflogen. Im Auto ist La Macarena etwa zehn Stunden von Villavicencio und 17 Stunden von Bogotá entfernt. Zudem gibt es Schiffsverbindungen über die Flüsse Río Guaviare und Río Guayabero von Puerto Concordia aus.

## Einzelnachweise

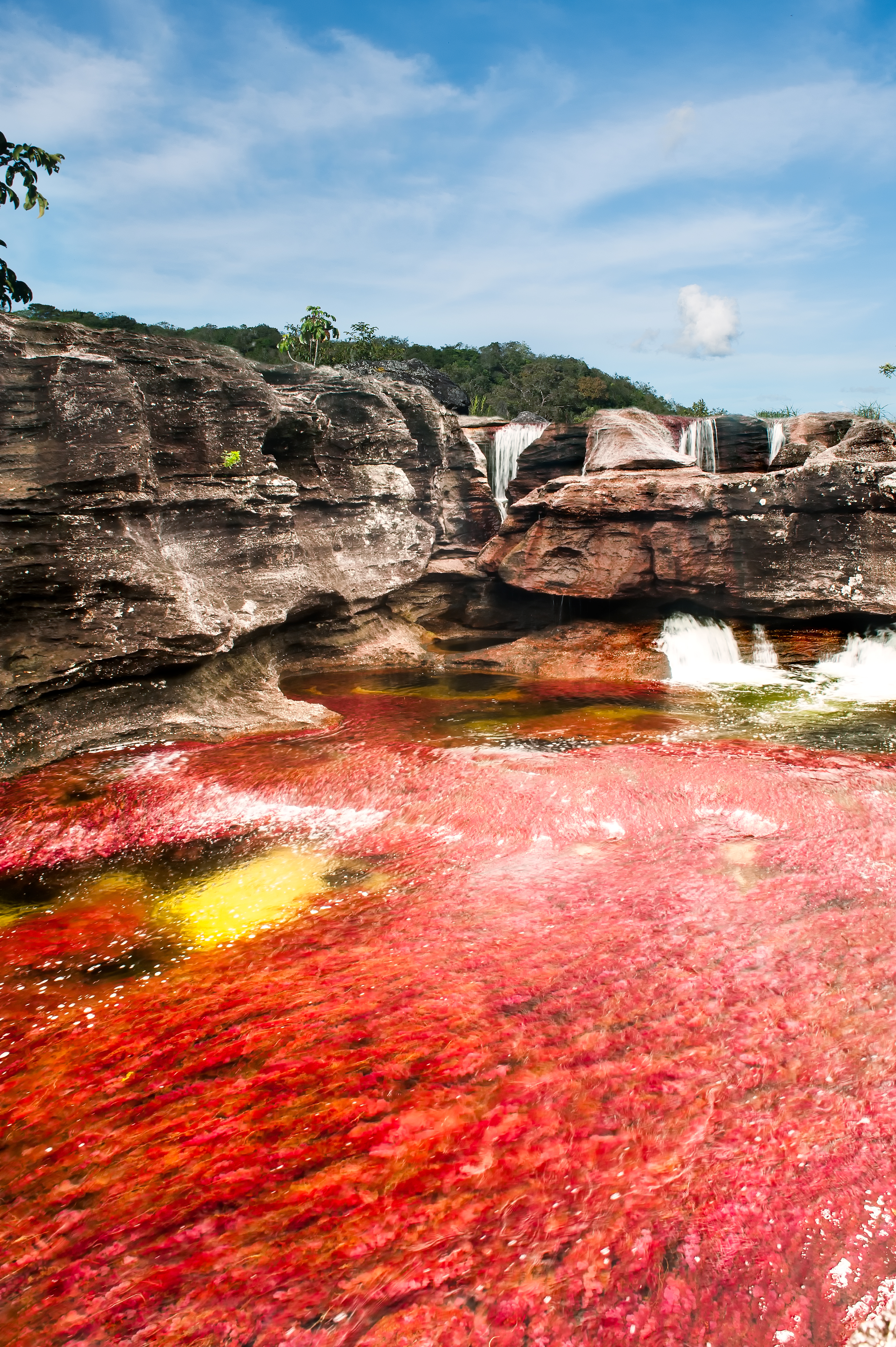
Caño Cristales